# NEM (blockchain technologie)
NEM (zkratka po anglické New Economy Model) je distribuovaná peer-to-peer platforma poskytující služby podobné účetním knihám využitím technologie blockchain. Síť je postavena kolem požadavků na velkou škálovatelnost a snadnou integraci do existujících systémů. Kromě hlavní veřejné sítě je možné provozovat privátní sítě a tyto integrovat podle potřeby se sítí veřejnou. Díky tomu je možné na privátní síti držet neveřejná data a veřejnou síť používat jenom pro vybrané operace. Například u banky by údaje o účtech a vnitro-bankovních převodech byly na privátní síti a mezibankovní vyrovnání mohou být realizovány pomocí veřejné sítě. Snadné integrace se sítí NEM je dosaženo použitím standardizovaného REST rozhraní. Díky konceptu zvanému Smart Assets je možné zakládat jmenné prostory a mozaiky na reprezentaci vlastnictví bez nutnosti cokoliv implementovat.

## Historie
Platforma byla spuštěna 31. března 2015. Původně byla napsaná v programovacím jazyce Java a zdrojový kód klíčových částí implementace nebyl veřejně dostupný.
V současnosti dochází k postupnému nasazování nové verze s názvem Catapult Archivováno 27. 6. 2018 na Wayback Machine.. Tato implementace je již v jazyce C++ a zdrojový kód bude open-source. Nová implementace poskytuje mnohem větší výkon a přidává množství nové funkcionality.

## Komunita
NEM od počátku klade velký důraz na komunitu kolem projektu Archivováno 6. 5. 2018 na Wayback Machine.. I samotná síť hledá konsenzus pomocí algoritmu, který zohledňuje to jak kdo síti pomáhá (investuje do ní a používá ji).
NEM komunitu je možno kontaktovat (a přidat se k ní) následujícími způsoby:
- Skupiny na Telegramu
  - NEM Czech and Slovak Republic - oficiální skupina pro česky a slovensky mluvící uživatele
  - NEM::Red - oficiální skupina na projektové novinky a diskuse v anglickém jazyku
  - NEM::Helpdesk - oficiální podpora uživatelů v anglickém jazyce
  - NEMberia - otevřený chat kde se volně diskutuje a spekuluje například o ceně
- NEM Forum

## Klíčové vlastnosti

### Smart Assets
Smart Assets je skupina vlastností sítě NEM, díky kterým je snadné na ní modelovat jakékoliv procesy. Jmenný prostor je jakýsi váš domov, kde můžete vytvářet mozaiky. Mozaiky reprezentují cokoliv potřebujete (peníze, majetek, podpis, ...). Dalším prvkem Smart Assets jsou adresy. Tyto slouží jako kontejnery pro mozaiky. Adresy mohou opět reprezentovat co potřebujete - uživatele, peněženku, dokument, píseň. Na převod mozaik mezi adresami slouží propracovaný systém transakcí.

#### Mozaiky a jmenné prostory
NEM zavádí v rámci Smart Assetů koncept Mozaik (Mosaic) a jmenných prostorů. Uživatelé mají možnost vytvářet mozaiky, které mohou reprezentovat cokoliv, co je potřeba přesouvat mezi vlastníky (peníze, majetek, vlastnosti, ...). Aby nedocházelo ke kolizím v názvech, je zde zaveden také pojem jmenného prostoru (Namespace), do kterého mozaiky náleží. Jmenný prostor může být pak dále dělený na další podprostory podobně jako internetové domény.
Příkladem by pak mohla být firma Foo, která si pro odměňování svých zaměstnanců založí mozaiky foo.zamestnanci:odmeny a foo.management:odmeny. Obě mozaiky s názvem odmeny se nacházejí v hlavním jmenném prostoru firmy - foo. Každá je ale ve vlastním podprostoru pro zaměstnance a pro management. Zaměstnanci pak mohou tyto mozaiky využívat třeba na získávání různých výhod ve firmě.

#### Účty
Účet je reprezentovaný v síti NEM adresou. Adresa je odvozena z veřejného klíče a veřejný klíč je odvozen z privátního klíče. Vlastník privátního klíče má plnou kontrolu nad daným účtem. Je proto důležité aby privátní klíč zůstal za každých okolností tajný.
Účty jsou vlastníky jmenných prostorů a mozaik. Na jednom účtě mohou být současně hodnoty v různých mozaikách. Je to podobné jako kdybyste na jednom účtu v bance měli najednou české koruny i americké dolary a ještě měli možnost si založit vlastní měnu.

#### Transakce
Převody mezi účty se vykonávají prostřednictvím transakcí. Jedna atomická transakce na síti NEM může zahrnovat více dílčích transakcí, ze kterých každá může vyžadovat libovolný počet podpisů.
Je možné snadno implementovat funkcionalitu, kde dochází k více převodům a přitom není potřeba žádného prostředníka. Burza tak může sloužit jenom jako místo kde se kupující a prodávající dohodnou na výměně hodnot v různých mozaikách. Burza pak vytvoří jedinou transakci, která provede 2 převody mezi obchodujícími a taky si nechá poslat poplatek na svůj účet. Obchodující pak tuto transakci podepíšou a tím se stane platnou. Není vůbec potřeba posílat prostředky burze.
Dále je možné k jednomu účtu vyžadovat potvrzení od vícero osob. Je tedy možné nastavit účet tak aby dotyčný mohl transakce dělat on sám nebo v případě, že stratí svůj privátní klíč mohli transakci udělat třeba 3 ze 4 jeho kamarádů.

### Konsenzus
Každý distribuovaný systém potřebuje způsob, jak určit co je pravda a co ne. NEM využívá k dosažení konsenzu vlastní metodiku zvanou Proof of Importance (PoI) Archivováno 5. 5. 2018 na Wayback Machine.. PoI využívá teorie grafů a odměňuje uživatele, kteří do sítě investovali a současně ji aktivně využívají k transakcím. Tento konsenzus se vyžíva na odměňování provozovatelů infrastruktury nebo třeba na určení váhy hlasu při komunitním hlasování. Zahrnuty jsou jenom účty, které mají více než 10000 XEMů.
Ostatní blockchain sítě typicky využívají jiné metodiky k dosažení konsenzu
- Proof of Work (PoW) - konsenzu se dosahuje tím, že uživatelé musí vyřešit výpočetně náročnou úlohu. Toto je energeticky velice náročné a neefektivní.
- Proof of Stake (PoS) - konsenzu se dosahuje tím, že uživatelé s největším podílem investic do sítě mají větší váhu než ti co vlastní méně prostředků. Tady dochází k dalšímu hromadění majetku nejbohatšími. Zjednodušeně řečeno - kdo má více peněz má i větší slovo a dostává více odměn.

#### Harvesting
Těžení v síti NEM se nazývá harvesting. Díky PoI je výkonově nenáročné a je dokonce možné u účtu povolit funkci zprostředkovaného harvestingu, kdy uživatel může těžit, aniž by měl vlastní server. Metodika PoI se použije na určení pravděpodobnosti, se kterou poplatky z dalšího bloku na síti připadnou danému účtu. Poplatky za transakce na síti se platí pomocí mozaiky s názvem XEM. Tyto poplatky jsou pak připsány jako odměna tomu, kdo vytěží blok, ve kterém byly poplatky zaplaceny.

#### Komunitní hlasování
V rámci PoI má každý účet přiděleno skóre důležitosti. Toto skóre se mění podle množství prostředků na účte a podle transakcí s účtem. Díky tomu je možné hlasovat formou převodu na nějaký účet reprezentující názor. Skóre tohoto účtu bude tím vyšší čím více převodů je na něj vykonáno. Dále převody z účtů s vyšším skóre mají větší vliv na skóre cílového účtu.

### Ochrana proti útokům
NEM síť si interně udržuje mezi uzly (servery) jejich reputaci. Na základě reputace jednotlivých uzlů je pak udržována jejich důvěryhodnost aby se zabránilo manipulaci s daty prostřednictvím útočících uzlů. Na inteligentní určování reputace se využívá pozměněného algoritmu EigenTrust++.

## Oficiální software
NEM nabízí otevřené API a tak kdokoliv může vytvářet aplikace, které pracují s platformou. K dispozici Archivováno 6. 5. 2018 na Wayback Machine. je ale také standardní software, který používá většina uživatelů sítě.

### Nano Wallet
Peněženka, která kromě možnosti vytvářet účty a provádět transakce, poskytuje přistup k mnoha dalším službám poskytovaných sítí.
Nano Wallet je dostupná jako nativní aplikace pro Linux, Mac a Windows ale také jako univerzální klient ve formě webové stránky. Zdrojový kód aplikace je volně k dispozici.

### Mobilní peněženka
Mobilní aplikace pro Android a iOS umožňující práci s účty na mobilním telefonu.

### NEM uzel
Uzel je server poskytující služby síti. Označuje se taky jako NIS (NEM Infrastructure Server). Běžní uživatelé nepotřebují provozovat vlastní uzel ale kdokoliv může poskytnout svůj výpočetní výkon veřejnosti.